# Chilostoma glaciale
Chilostoma glaciale е вид охлюв от семейство Helicidae. Видът не е застрашен от изчезване.

## Разпространение
Разпространен е в Италия и Франция.
Регионално е изчезнал в Швейцария.